# Adam Banaś (piłkarz)
Adam Banaś (ur. 25 grudnia 1982 w Bytomiu) – polski piłkarz grający na pozycji obrońcy.

## Kariera
Jest wychowankiem Ruchu Radzionków. W ekstraklasie zadebiutował w barwach „Cidrów” w wieku 17 lat, jednakże w tym okresie ekipa z Radzionkowa przechodziła kryzys, spadając szybko o kolejne klasy rozgrywkowe w dół z Banasiem w składzie. W lipcu 2005 roku utalentowany defensor przeniósł się z IV-ligowego wówczas Ruchu do drużyny Piasta Gliwice. Na drugoligowym froncie występował przez trzy sezony, wywalczając ostatecznie awans z gliwickim zespołem do Ekstraklasy.
Mimo iż wcześniej pojawiły się oferty z Legii Warszawa i Górnika Zabrze, Banaś chciał zostać w Piaście i wywalczyć z tym klubem awans, co ostatecznie mu się udało. W najwyższej klasie rozgrywkowej w barwach Piasta rozegrał tylko rundę jesienną 2008, gdyż w grudniu ponownie zapytał o niego Górnik. Tym razem podpora defensywy Piasta była gotowa i zdeterminowana do przejścia za miedzę. W styczniu 2009 Banaś parafował pięcioletni kontrakt z klubem z Roosevelta. W czasie przygotowywań do rundy jesiennej w 2009 roku zerwał ścięgno Achillesa, co wykluczyło go z gry na kilka miesięcy. Od wiosny 2009 do grudnia 2011 pełnił funkcję kapitana drużyny Górnika.
5 stycznia 2012 roku podpisał kontrakt z Zagłębiem Lubin, związując się z tym klubem 2,5-letnią umową.